# سردج دلمراد
سردج دلمراد (بالفارسية: سردج دلمراد) هي قرية تقع في البلدة المركزية في إيران. يقدر عدد سكانها بـ 217 نسمة بحسب إحصاء 2016.